# サクラ大戦 花組通信
『サクラ大戦 花組通信』（サクラたいせん はなぐみつうしん）は、1997年2月14日に発売されたセガサターン用ソフト。

## 概要
サクラ大戦シリーズ初のファンディスク。
花組相性占い
6人の女の子の質問に答える事で、プレイヤーと最も相性のいい女の子を占う。内容は読むたびに変わる。
帝劇倶楽部
新聞を模した構成になっており、各記事をクリックするとムービーや資料を閲覧できるようになっている。
9人の声優のインタビューやコンサートの模様なども収録されている。